# دوق سيسا

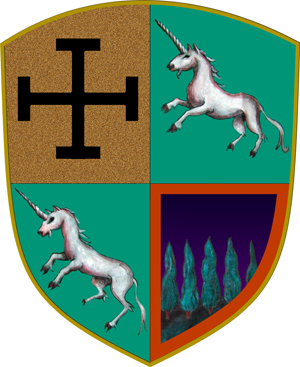
شعار النبالة لمارينو مارزانو (سيسا أورونكا، حوالي عام 1420 – نابولي، 1490 / 1464).

دوق سيسا (بالإسبانية: Ducado de Sessa)‏ لقب إسباني نبيل منحه الملكان الكاثوليكيان (فرناندو الثاني والملكة إيزابيلا الأولى) في 25 فبراير عام 1507 إلى جونثالو فرنانديث دي كوردوبا الجنرال الإسباني الذي قاتل في حرب غرناطة والحروب الإيطالية. ويشير الاسم إلى بلدية سيسا أورونكا الإيطالية بمقاطعة كازيرتا. وأصبح منذ القرن السادس عشر لقبًا نبيلًا في قشتالة، وفي الإيطالية ظهر على شاكلة دوكا دي سيسا.